# Willy Knupp
Willy Knupp (* 19. Oktober 1936; † 10. November 2006 in Köln) war ein deutscher Motorsport-Journalist.

## Leben und Wirken
Knupp begann seine journalistische Laufbahn 1971 bei Radio Luxemburg in Luxemburg. Mit dem Start des Privatfernsehens in Deutschland wechselte er 1985 in die Sportredaktion des Fernsehsenders RTL plus. Hier hatte er maßgeblichen Anteil daran, den Sender bei den Übertragungen der Formel 1 zu positionieren, und war bis 1992 Kommentator. Von 1984 bis 1990 moderierte er bei RTL plus das Automagazin Auto Auto.
Daneben war er als Buchautor und Herausgeber von gut zwei Dutzend Rennsportbüchern tätig. Er hat mehrere Bücher über Michael Schumacher veröffentlicht, mit dem er auch gut befreundet war.
Knupp war mit der Fernsehmoderatorin Biggi Lechtermann verheiratet. Aus der Ehe ging eine Tochter hervor.
Er starb nach langer und schwerer Krankheit drei Wochen nach seinem 70. Geburtstag in einer Kölner Klinik an Krebs.

## Werke (Auswahl)
- Danke, Schumi! – Die Michael-Schumacher-Story, Zeitgeist-Media, Düsseldorf, 2006, ISBN 978-3-926224-59-0 (Herausgeber)
- Formel 1 – Das Quizbuch, Zeitgeist-Verlag, Düsseldorf; Motorbuch-Verlag, Stuttgart, 2001, ISBN 978-3-613-30461-1 (Herausgeber)
- Siegertypen, Motorbuch-Verlag, Stuttgart, 2001, ISBN 978-3-613-30460-4  (Herausgeber)
- Kartfahren, Motorbuch-Verlag, Stuttgart, 1996, ISBN 978-3-613-30321-8 (Herausgeber)
- Michael Schumacher – Leben für die 1, Zeitgeist-Verlag, Düsseldorf, 1995, ISBN 978-3-926224-90-3 (Herausgeber)
- Ayrton Senna – Leben am LimitMotorbuch-Verlag, Stuttgart, 1994, ISBN 978-3-613-01641-5 (Herausgeber)
- Grand Prix live miterlebt (mehrere Jahrgänge, 1996, 1998–2006)
- Rennreport, Zeitschrift (mehrere Jahrgänge)